# Marina Lawrentjewna Popowitsch

Marina Lawrentjewna Popowitsch, 2014

Marina Lawrentjewna Popowitsch (russisch Мари́на Лавре́нтьевна Попо́вич; geb. Wassiljewa, * 20. Juli 1931 im Chutor Leonenki, Welischski rajon, Oblast Smolensk; † 30. November 2017 in Krasnodar) war eine russische Testpilotin, Autorin und Ufologin.

## Leben
Marina Popowitsch absolvierte 1951 ein Luftfahrttechnikum in Nowosibirsk und arbeitete anschließend als Konstrukteurin in einem Flugzeugwerk. Nach dem Abschluss der zentralen Luftfahrttechnischen Schule der DOSAAF arbeitete sie dort als Instrukteurin. 1958 wurde sie Instrukteurin im Zentralen Aeroklub „Tschkalow“. Um auch Strahljäger fliegen zu können, trat sie in die sowjetische Armee ein. Sie absolvierte die Staatliche Universität für Zivile Luftfahrt Sankt Petersburg in Leningrad. 1964 wurde sie Testpilotin. Marina Popowitsch war der einzige weibliche Testpilot erster Klasse der sowjetischen Armee. Sie stellte 102 Weltrekorde auf, u. a. auf der Aero L-29 und der Antonow An-22. Dafür erhielt sie 1972 die Goldmedaille der FAI. Sie kam auch in die engere Auswahl für die erste Gruppe sowjetischer Kosmonautinnen, wurde aber letztlich nicht berücksichtigt. Von 1979 bis 1984 war sie leitende Testpilotin des OKB Antonow.
Ab den 1980er Jahren befasste sie sich mit Ufologie und berichtete, dass sie während ihrer Flüge selbst Ufos gesehen habe. Zu diesem Thema verfasste sie mehrere Bücher.
Von 1955 bis 1985 war sie mit dem Kosmonauten Pawel Popowitsch verheiratet. Das Paar hatte zwei Töchter. In zweiter Ehe war sie mit dem Luftwaffengeneral Boris Schichorjew verheiratet.

## Auszeichnungen
Marina Popowitsch wurde neben der Goldmedaille der FAI u. a. mit dem Rotbannerorden, dem Orden des Roten Sterns und dem Ehrenzeichen der Sowjetunion ausgezeichnet.

## Werke (auf Deutsch erschienen)
- UFO-Glasnost, Langen Müller Verlag in F. A. Herbig Verlag GmbH, München 1991, ISBN 978-3-7844-2333-3; (später unter Weltbild Verlag GmbH, Augsburg 1995, ISBN 978-3-89350-983-6)
- Meine UFO-Begegnungen (Ursprünglich unter dem Titel erschienen: UFO-Glasnost, siehe Langen-Müller / Weltbild Verlag), Ullstein 1993, ISBN 978-3-548-35379-1